# Pine Island (Texas)
Pine Island è una città degli Stati Uniti d'America, situata nello Stato del Texas, nella Contea di Waller.